# Maffeo Pantaleoni

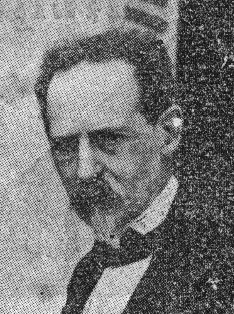
Foto de Maffeo Pantaleoni, economista Italiano

Maffeo Pantaleoni (Frascati, 2 de julio de 1857 - Milán, 29 de octubre de 1924) fue un economista italiano. Al principio fue un notable defensor de la economía neoclásica. Más tarde en su vida, antes y durante la Primera Guerra Mundial, se convirtió en un ardiente nacionalista y sindicalista, con estrechos vínculos con el movimiento fascista. Fue Ministro de Finanzas en el gobierno de Gabriele D'Annunzio en Carnio, en Fiume, que duró quince meses entre 1919 y 1920. Poco antes de su muerte, fue elegido para el Senado italiano.
Pantaleoni fue un importante contribuyente a la escuela italiana de economía conocida como "La Scienza delle Finanze". Su libro 'Teoria del Traslazione dei Tributi' (teoría del cambio tributario) es un estudio pionero de la incidencia tributaria. Según el ganador del premio Nobel James M. Buchanan, Pantaleoni y sus seguidores (como Antonio De Viti De Marco y Vilfredo Pareto) pueden ser considerados los antepasados intelectuales de la moderna teoría de la elección pública. A veces fue referido como "el mariscal de Italia", debido a su defensa implacable de las políticas económicas del laissez-faire.
- Datos: Q587820
- Multimedia: Maffeo Pantaleoni / Q587820